# جان بيار سيبريان
جان بيار سيبريان (بالفرنسية: Jean-Pierre Cyprien)‏ هو لاعب كرة قدم فرنسي في مركز الدفاع، ولد في 12 فبراير 1969 في باس-تير في فرنسا. شارك مع منتخب فرنسا لكرة القدم. أما مع النوادي، فقد لعب مع أولمبيك مارسيليا وستاد رين ونادي باو ونادي تورينو ونادي ساليرنيتانا ونادي سانت إتيان ونادي فريجوس ونادي كروتوني ونادي لوهافر ونادي ليتشي ونادي نوشاتل زاماكس.

## وصلات خارجية
- جان بيار سيبريان على موقع قاعدة بيانات كرة القدم.إي يو (الإنجليزية)
- جان بيار سيبريان على موقع ليكيب (الفرنسية)
- جان بيار سيبريان على موقع ناشيونال فوتبول تيمز (الإنجليزية)
- جان بيار سيبريان على موقع عالم كرة القدم.نت (الإنجليزية)